# Waleska
Waleska (Walaska, Valeska, Valaska lub Valiska) – legendarna założycielka miasta Kłodzka, która miała panować na grodzie na Zamkowej Górze w czasach pogańskich. Postać funkcjonowała w tradycji ludowej ziemi kłodzkiej jeszcze do czasów wymiany narodowościowej na tym terenie po II wojnie światowej.

## Postać
Najstarszy dokument wspominający Waleskę pochodzi z 1625 r. – kłodzki kronikarz Georgius Aelurius w dziele Glaciographia poświęcił jej cały rozdział. Niektóre podania mówią, że była córką Kraka i siostrą królewny Wandy. Według innej wersji miała być siostrą Libuszy, założycielki Pragi. Wszystkie za to zgodnie twierdzą, że odznaczała się urodą, wzrostem i wielką tężyzną fizyczną. Miała długie, złote włosy zaplecione w warkocz, znała się na myślistwie i strzelała z łuku. Gołymi rękami potrafiła złamać podkowę.
Jej imię językoznawcy wywodzą od przydomka „złotowłosa”, czyli w czeskim brzmieniu „zlatovláska”, słowa przeobrażonego przez język niemiecki na „Walaska” lub „Waleska”.

## Legendy
Jedna z opowieści mówi, że nadludzką siłę czerpała ze swojego cudownego warkocza. Pokonała dzięki temu smoka ukrytego w jamie pod lipą w Żelaźnie, strzelając do niego z łuku z odległości paru kilometrów. Kraina, którą władała, słynęła z bogactwa, co wywołało zazdrość u sąsiadów. Zazdrośni chrześcijańscy Czesi chcieli zagarnąć jej ziemie. Podstępnie pochwycili ją i pozbawili zaczarowanego warkocza. Zakończyła życie zamurowana żywcem w kościele, który zwano potem pogańską świątynią.
Była też wersja, że Waleska była pogańską dziewicą, która weszła w konszachty z diabłem. Dzięki temu była okrutna i zła, a zarazem piękna i mężna. Nie dorównywał jej w walce żaden rycerz. Jej siła była zaklęta w pięknych, długich włosach. Była bezlitosna dla poddanych, a układ z diabłem sprowadzał na okolicę nieszczęścia. Poddani zbuntowali się. Nocą, gdy Waleska spała, obcięli jej włosy, przez co stała się bezbronna. Uwięziono ją, a następnie zamurowano w murze zamkowym. Złote włosy oraz cudowny łuk złożono w świątyni, która znajdowała się na Zamkowej Górze. Okazało się przy tym, że łukiem potrafiła władać tylko sama Waleska, a w innych rękach był bezużyteczny.
Jej warkocz był podobno przechowywany do XVIII w. w tzw. Zielonej Sali zamku kłodzkiego jako talizman chroniący miasto. Zabrał go dopiero Fryderyk II Wielki, który zdobył Kłodzko i przyłączył całą ziemię kłodzką do Prus. Przy okazji miał też zabrać legendarny bęben obciągnięty skórą przywódcy husytów – Jana Žižki.

## Kamienny wizerunek
Na murze okalającym twierdzę kłodzką istnieje kamienna płaskorzeźba przedstawiająca kobiece popiersie. Tradycja przypisuje temu wizerunkowi portret Waleski. Około roku 1945, po osiedleniu się w Kłodzku ludności polskiej, rzeźba została zniszczona, wandale pozbawili ją zupełnie rysów twarzy. Jej wygląd znany jest obecnie tylko z przedwojennych fotografii.